# Hohe Luft
Die Hohe Luft ist ein Stadtteil und Ortsbezirk von Bad Hersfeld im osthessischen Landkreis Hersfeld-Rotenburg.

## Geographie
Der Stadtteil liegt südöstlich von der Kernstadt und wird von ihr nur durch die Fulda und die Bundesstraße 62 getrennt. Auf der stadtabgewandten Seite des Stadtteils führt die Bundesautobahn 4 vorbei. Somit liegt die Hohe Luft direkt an der Anschlussstelle Bad Hersfeld (32) dieser Autobahn und an den Bundesstraßen 27 und 62. Das bebaute Gebiet liegt auf 192 m ü. NN an der Autobahn und steigt bis auf 260 m ü. NN an den Hängen der Wippershainer Höhe (456 m ü. NN) an.

## Geschichte

### Siedlungsgeschichte
Die erste bekannte Bebauung im Gebiet der Siedlung stammte aus dem 14. Jahrhundert, als man oberhalb der Mündung der Haune in die Fulda, in der Nähe der strategisch wichtigen Steinbrücken über diese zwei Flüsse, einen Wartturm baute. Der Flurname „An der Warth“ ging in den 1930er Jahren auf den Straßennamen über, als man hier unterhalb vom Petersberg eine Wehrmachtskaserne baute. Die wachsende Textilindustrie sorgte bei der Kaserne für erste Arbeiterhäuser. Nach dem Zweiten Weltkrieg übernahm die US-Armee den Militärstandort unter dem Namen McPheeters Barracks. Der Stadtteil entstand aber erst in den 1950er Jahren innerhalb der Gemarkungsgrenzen der Stadt Bad Hersfeld, als weiterer Wohnraum für Flüchtlinge benötigt wurde.
Die Siedlung entstand Anfang der 1950er Jahre am unteren Ende des Petersberg entstanden ist. Der Name stammt von „Hoher Laufweg“, dem Namen einer Flur.
Die amerikanischen Streitkräfte zogen 1993 ab. In Teilen der Kaserne ist seitdem das Zollamt Bad Hersfeld untergebracht. Andere Häuser der ehemaligen Kaserne werden für Schulen (z. B. für die Volkshochschule) verwendet. Der größere Teil ist zu einem Gewerbegebiet geworden.

### Einwohnerentwicklung
| Jahr      | 1994  | 2002  | 2004  | 2011  |
| Einwohner | 4.754 | 4.704 | 5.013 | 4.380 |

## Politik
Für die Siedlung Hohe Luft besteht ein Ortsbezirk mit Ortsbeirat und Ortsvorsteher nach der Hessischen Gemeindeordnung. Der Ortsbezirk Hohe Luft umfasst die von der Bahnlinie Bad Hersfeld – Fulda und ab der Kreuzung Bahnlinie/Fulda durch die Fulda im Westen begrenzten Flächen der Gemarkung Bad Hersfeld, soweit diese nicht zu den Ortsbezirken Petersberg, Sorga und Kathus gehören.
Der Ortsbeirat besteht aus neuen Mitgliedern. Seit den Kommunalwahlen in Hessen 2021 gehören alle Mitglieder der Gemeinschaftsliste (GL) an. Ortsvorsteher ist Eckhard Dipp.

## Infrastruktur
Die Siedlung hat zwei moderne Kirchen. Die evangelische Auferstehungskirche wurde am 4. November 1956 eingeweiht, die katholische St. Bonifatius-Kirche folgte 1957.